# Маниккавасагар
Маниккавасагар (там. மாணிக்கவாசகர்), чьё имя буквально означает тот, чья речь подобна драгоценным камням — тамильский поэт, автор «Тирувасагам», книги религиозных гимнов, посвященных богу Шиве. Маниккавасагар был министром царя Пандьи, Варагунавармана II (862—885 гг.), и жил в Мадурае, в Индии.

## Легенда
Легенда гласит, что однажды царь доверил ему большую сумму денег для приобретения лошадей. Выполняя поручение царя, он отправился на рынок за лошадьми. По пути он встретил аскета, представившегося преданным Шивы, который был на самом деле самим Шивой. Маниккавасагар последовал за аскетом, и вместо покупки лошадей все имевшиеся при нём деньги потратил на строительство храма Шивы.
Узнав об этом нарушении и растрате, царь пришел в ярость, и заключил Маниккавасагара в тюрьму. Говорится, что во время его пребывания в тюрьме, произошло много чудес. Смущенный чудесами царь объяснил их вмешательством Бога, вызванного заключением Маниккавасагара в тюрьму, и освободил его. После этого царь сам стал последователем шиваизма и позволил Маниккавасагару продолжить его почитание Шивы.
Впоследствии, Маниккавасагар путешествовал из одного места в другое, исполняя песни преданности и сочиняя гимны, посвященные Шиве. В конце концов, он поселился в Чидамбараме и проводил своё время в храмовом комплексе Шивы в аспекте Натараджа. Он продолжал сочинять песни и гимны преданности. Легенда гласит, что он исчез в храмовом комплексе Натараджа. В знак почтения к нему, сборник его главных работ, названный «Тирувасагам» («Святое изречение»), помещен рядом с образом Шивы.